# 14262 Крацер
14262 Крацер (14262 Kratzer) — астероїд головного поясу, відкритий 5 січня 2000 року.
Тіссеранів параметр щодо Юпітера — 3,533.